# Sericinus
Sericinus is een geslacht van dagvlinders uit de familie Papilionidae

## Taxonomie
Sericinus kent slechts één soort:
- Sericinus montela - Gray, 1852